# L'Ombre du passé (film, 1942)
Pour les articles homonymes, voir L'Ombre du passé.
Pour plus de détails, voir Fiche technique et Distribution.
L'Ombre du passé (Una storia d'amore) est un film italien réalisé par Mario Camerini, sorti en 1942.
Ce film est un remake de Life Begins de James Flood (1932) et A Child Is Born de Lloyd Bacon (1939).

## Synopsis
Anna Roberti, une femme au passé trouble, épouse Gianni, un honnête ouvrier de l'atelier d'usinage S.I.M.A., qui lui assure une vie décente malgré ses difficultés financières. Victime d'un chantage d'un homme qui connaît son passé, Anna perd la tête et le tue. Condamnée à dix ans derrière les barreaux, elle meurt en prison alors qu'elle donne naissance à une fille.

## Fiche technique
- Titre : L'Ombre du passé
- Titre original : en italien : Una storia d'amore
- Réalisateur : Mario Camerini
- Scénario : Mario Camerini, Gaspare Cataldo (it), Giulio Morelli, Mario Pannunzio (it), Gino Visentini (it), librement adapté de la pièce Life Begins de Mary McDougal Axelson (1932).
- Directeur de la photographie : Arturo Gallea
- Montage : Tusnelda Risso, Mario Camerini
- Musique composée et dirigée par : Fernando Previtali
- Décors : Gastone Medin
- Producteur : Gian Paolo Bigazzi
- Société de production et de distribution : Lux Film
- Pays d'origine :  Royaume d'Italie
- Langue : italien
- Format : noir et blanc - 35 mm - 1,37:1 - Son : mono
- Genre : film dramatique, film romantique
- Durée : 95 min

## Distribution
- Assia Noris : Anna Roberti
- Piero Lulli : Gianni Castelli
- Carlo Campanini : Augustino
- Guido Notari : l'ingénieur Federico Ferreri
- Dhia Cristiani : Clara
- Emma Baron : l'infirmière de la clinique
- Lo Micheluzzi : Bibi, le père anxieux
- Gualtiero De Angelis : le policier de nuit